# Dairy Farmers of America
Dairy Farmers of America (DFA) est une coopérative laitière des États-Unis. DFA transformerait près de 30 % du lait aux États-Unis.

## Histoire
Elle est issue de la fusion de quatre coopératives : Southern region of Associated Milk Producers, Mid-America Dairymen, Milk Marketing et Western Dairymen Cooperative. Par la suite, quatre autres coopératives ont rejoint DFA : Independent Cooperative Milk Producers Association, Valley of Virginia Milk Producers Association, California Cooperative Creamery et Black Hills Milk Producers.
En février 2020, Dairy Farmers of America annonce l’acquisition une large partie des outils de productions de Dean Foods, en rachetant 44 installations.